# Internationale luchthaven van Gizeh-Sfinx
De Internationale luchthaven van Gizeh-Sfinx (Engels: Sphinx International Airport) (IATA: SPX, ICAO: HESX) (Arabisch: مطار سفنكس الدولي) is een publiek vliegveld nabij de satellietstad 6 Oktober City in het Gouvernement van Gizeh. Het vliegveld ligt ten westen van de Egyptische stad Caïro en ten noordwesten van  Gizeh en maakt onderdeel uit van Groot-Caïro.
Het vliegveld is gebouwd om de Internationale luchthaven van Caïro te ontlasten en vooral gericht op toeristen die de bekende Piramiden van Gizeh en de nabij gelegen Sfinx van Gizeh willen bezoeken. Het vliegveld wordt in 2019 alleen bediend door binnenlandse vluchten, zoals vluchten naar de badplaats Sharm-el-Sheikh.
Het vliegveld moet niet verward worden met de Militaire luchthaven van West-Caïro. Beide vliegvelden delen bepaalde faciliteiten en liggen in elkaars verlengde. Het vliegveld werd gebouwd tussen 2017 en 2019.